# Regina Palušná
Regina Palušná (Trnava, 6 giugno 1989) è un'ex cestista slovacca.

## Carriera
Con la Slovacchia ha disputato due edizioni dei Campionati europei (2009, 2011).